# Respect
『Respect』（リスペクト）は1995年7月21日に発売された小比類巻かほる28枚目のシングル。

## 概要
カップリング曲に代表曲であるHold On Meのリミックスバージョンが収録されている。

## 収録曲
1. リスペクト
2. Hold On Me(Moody Nite Groovie Club Mix)
3. リスペクト(English Version)

## 品番
- TKDA-70693